# Flying Tigers: Shadows Over China
Flying Tigers: Shadows Over China est un jeu de simulation de vol de combat développé et édité par Ace Maddox. Il est sorti sur Microsoft Windows en mai 2017 et sur Xbox One en janvier 2018. Le jeu est basé sur les Tigres volants, un escadron de volontaires qui a défendu la Chine contre le Japon pendant la Seconde Guerre mondiale. Le jeu est présenté à la fois à la première et à la troisième personne. Le mode campagne en solo met en vedette plusieurs missions pour les joueurs à compléter. Le mode multijoueur permet à jusqu'à 16 personnes de s'engager à la fois dans des parties coopératif et compétitif.

## Système de jeu
Flying Tigers: Shadows Over China est un jeu de simulation de vol de combat qui se joue à la première ou à la troisième personne. Les joueurs prennent le contrôle d'un membre des Tigres volants, un escadron de volontaires recruté par les troupes chinoises pour aider à lutter contre le Japon pendant la Seconde Guerre mondiale. Le jeu se concentre sur les batailles clés du théâtre des opérations de Chine-Birmanie-Inde et propose des missions basées sur les batailles historiques telles que la bataille de la gorge de Salween, l'invasion de la Malaisie et le bombardement de Rangoon. 

## Publication
Ace Maddox a révélé pour la première fois Flying Tigers: Shadows Over China avec une bande-annonce le 27 mars 2015. Le jeu a été lancé via un accès anticipé sur Steam le 19 août 2015. Le jeu complet est sorti sur Microsoft Windows le 29 mai 2017. L'édition de luxe comprend la bande-son du jeu et du contenu téléchargeable tel que l'extension Paradise Island et une nouvelle carte et un nouvel avion. En octobre 2017, Ace Maddox a révélé que le jeu serait publié sur Xbox One; ce qui deviendra le cas sur Xbox Games Store le 12 janvier 2018. La bande originale du jeu a été publiée sur les plateformes de streaming le 10 janvier 2019. 

## Accueil
Flying Tigers: Shadows Over China a reçu "des critiques mitigées ou moyennes", selon l'agrégateur de critiques Metacritic. John Walker de Rock, Paper, Shotgun a noté que le jeu lui rappelait Attack on Pearl Harbor (2007), également du réalisateur Björn Larsson. Javier Artero d'IGN Espagne estimé que le jeu ne pouvait être recommandé qu'aux fans d'autres jeux de combat aérien. En janvier 2019, Ace Maddox a déclaré que 78750 heures de vol avaient été jouées sur Xbox One, ce qui équivaut à neuf ans.

## Galerie

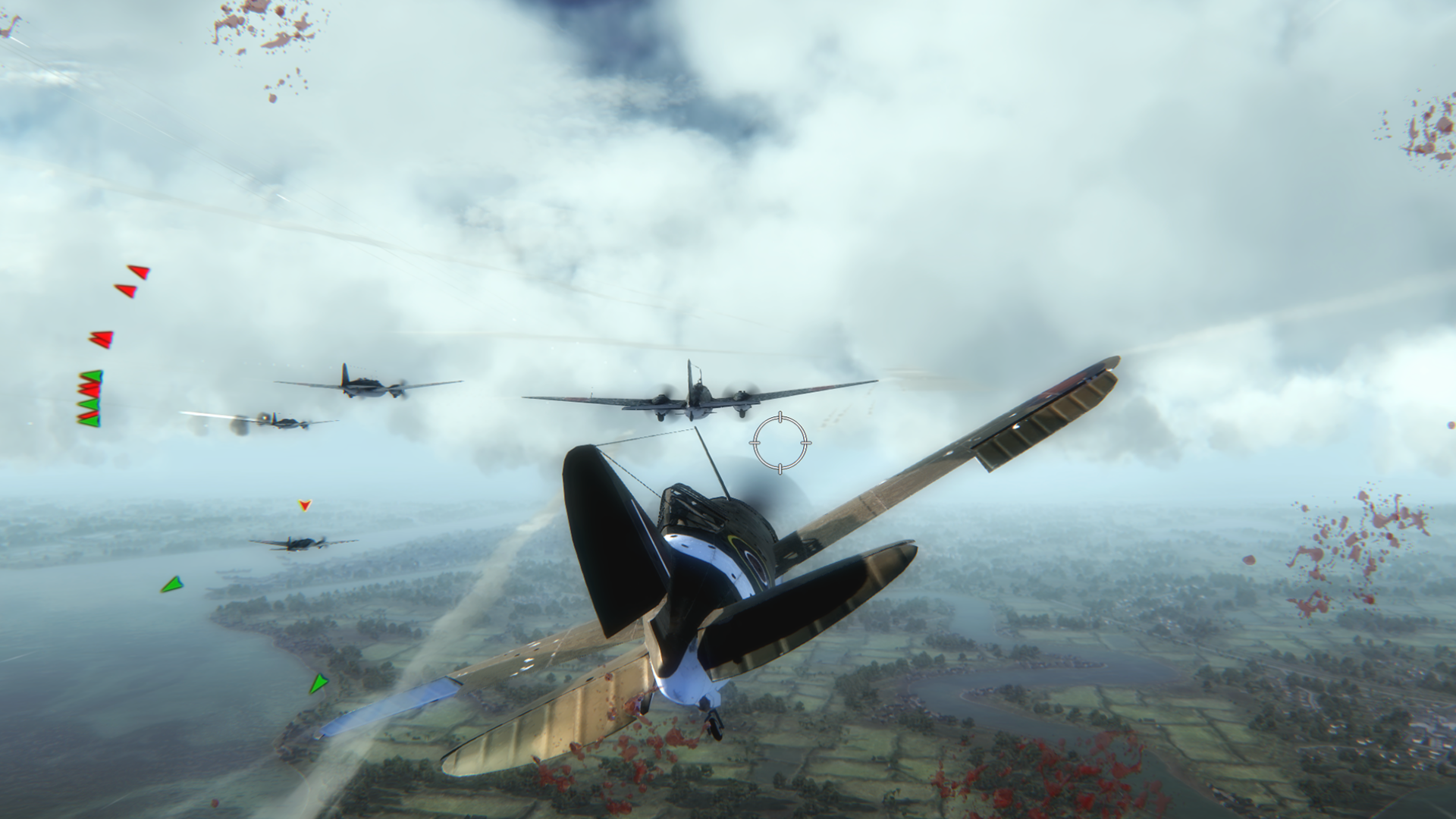
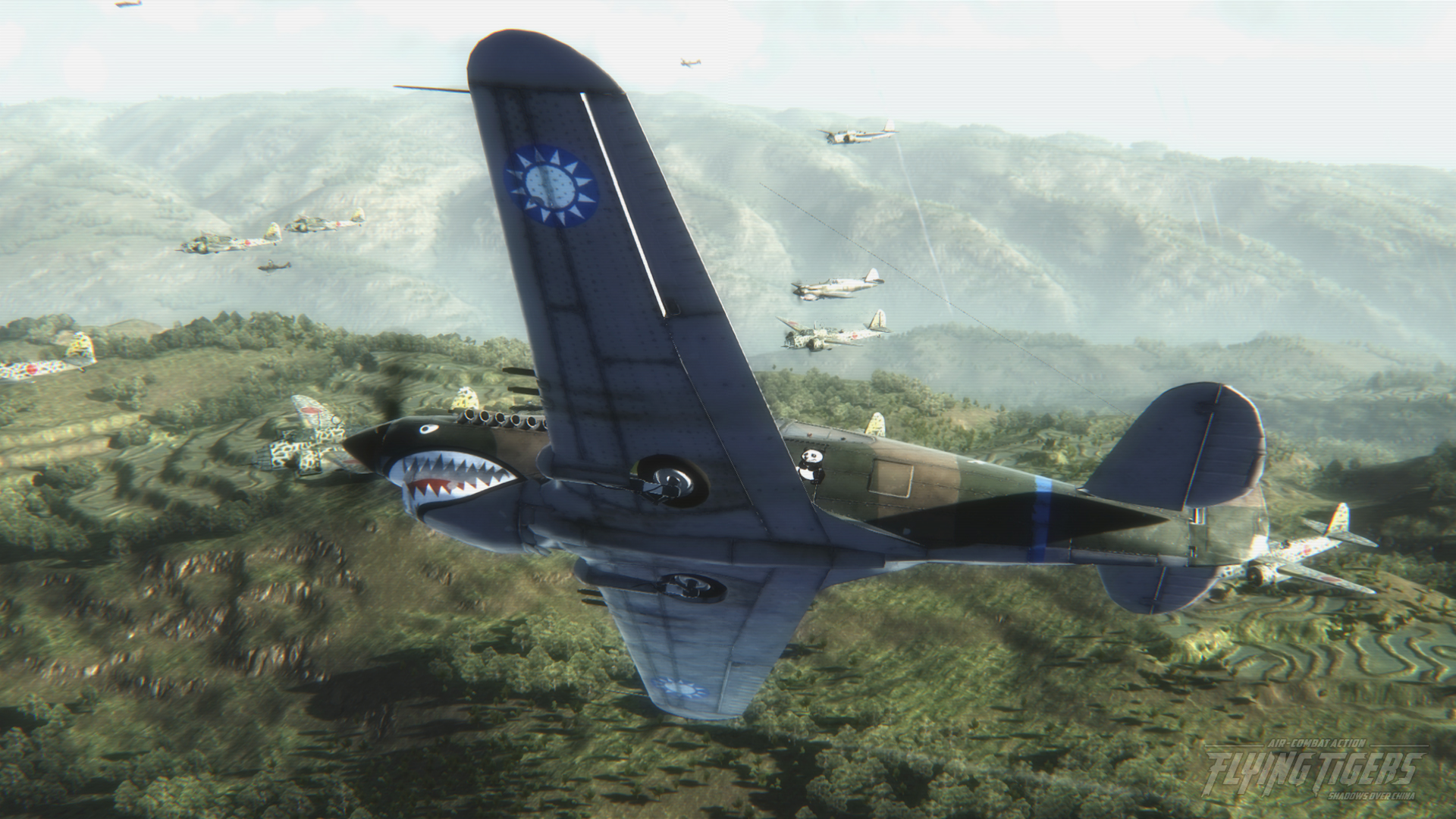
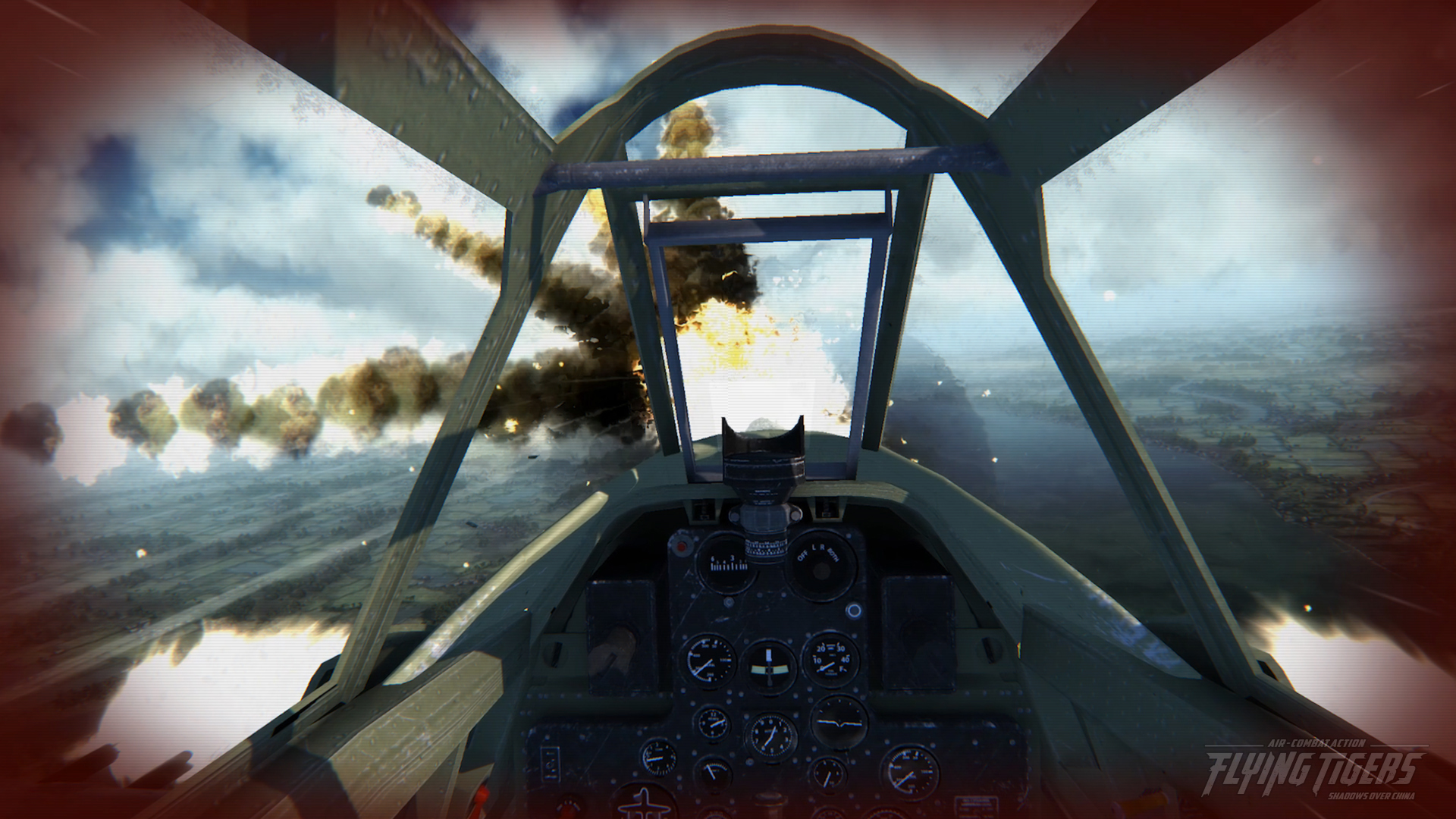
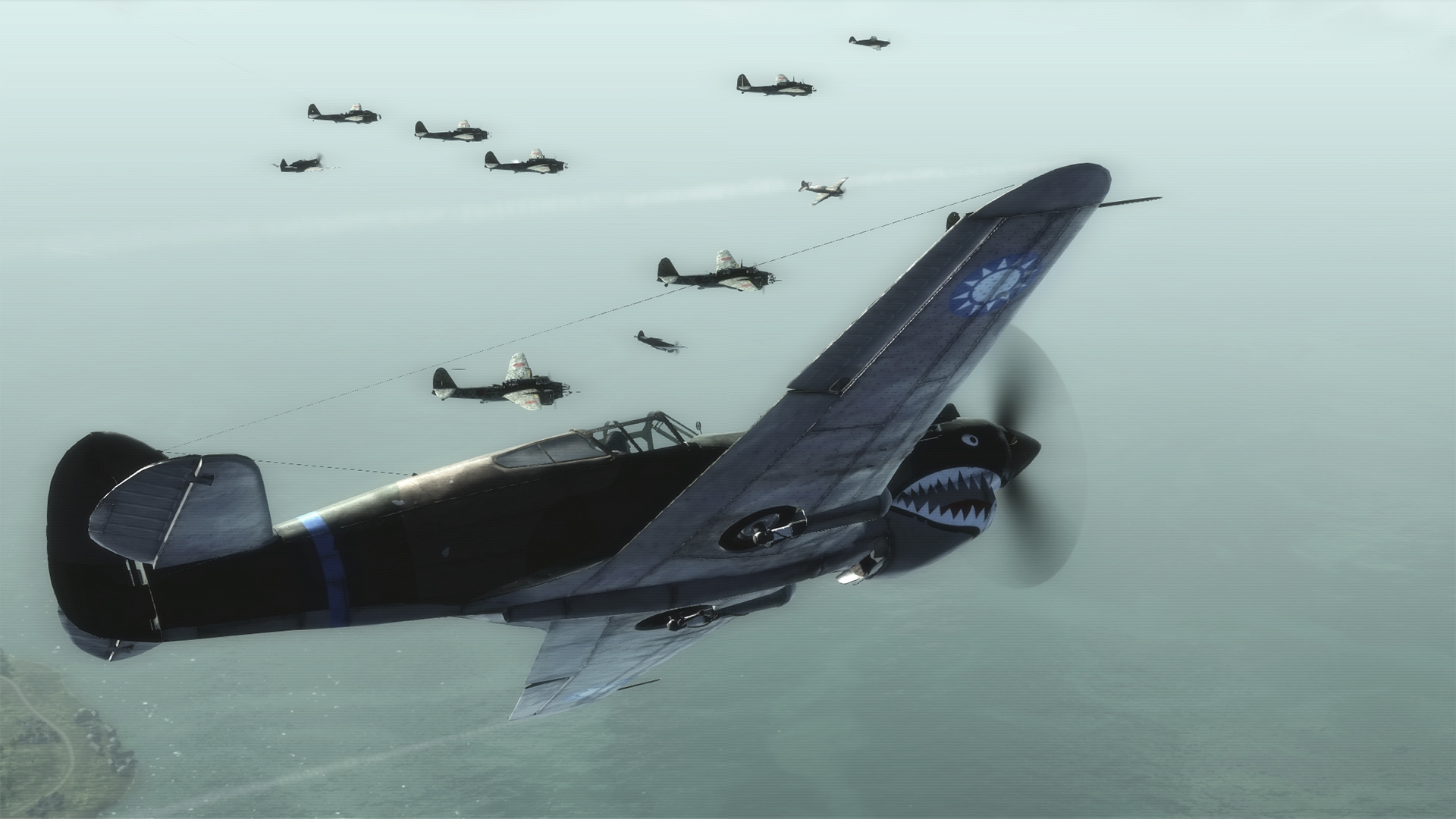
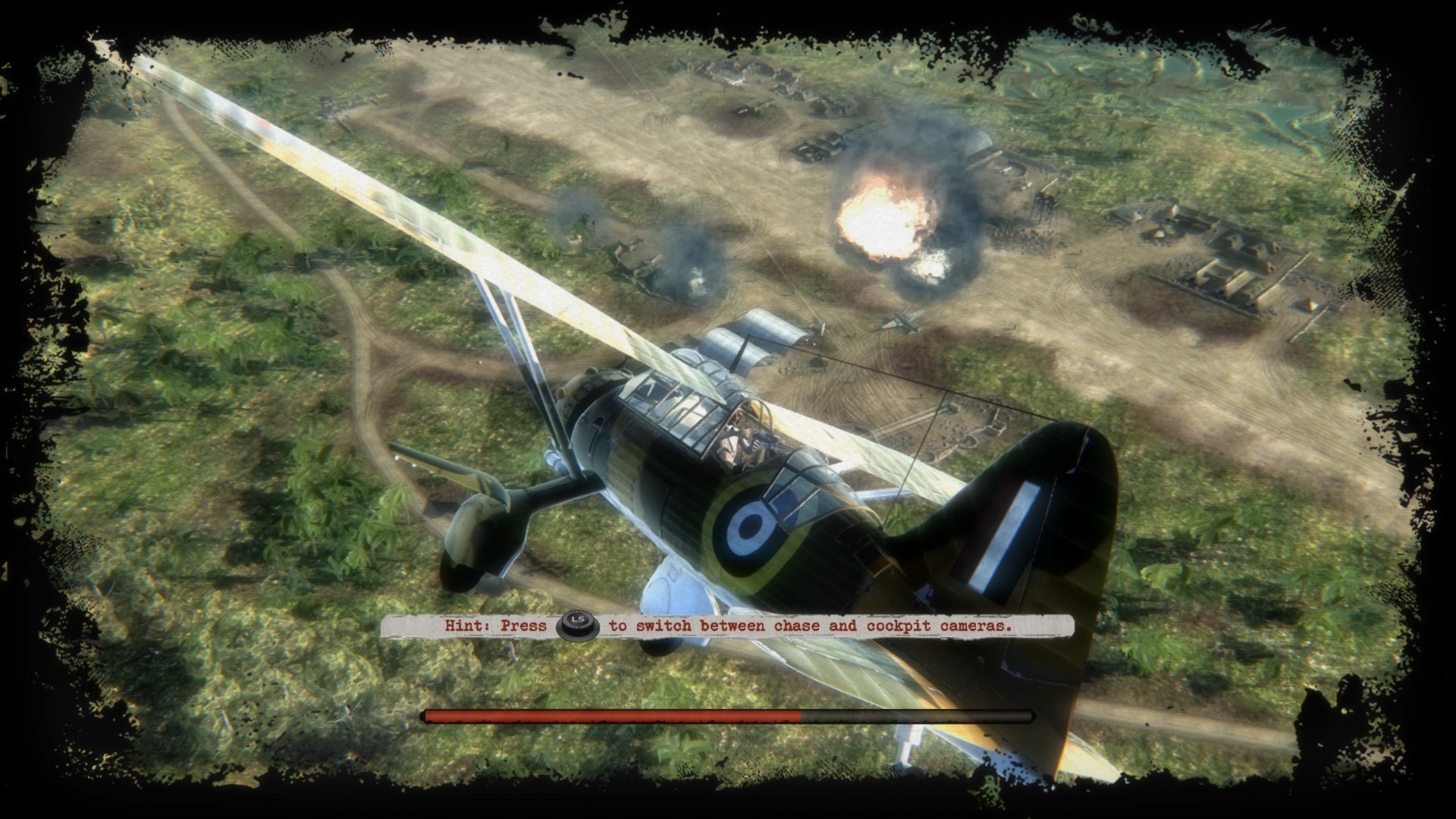
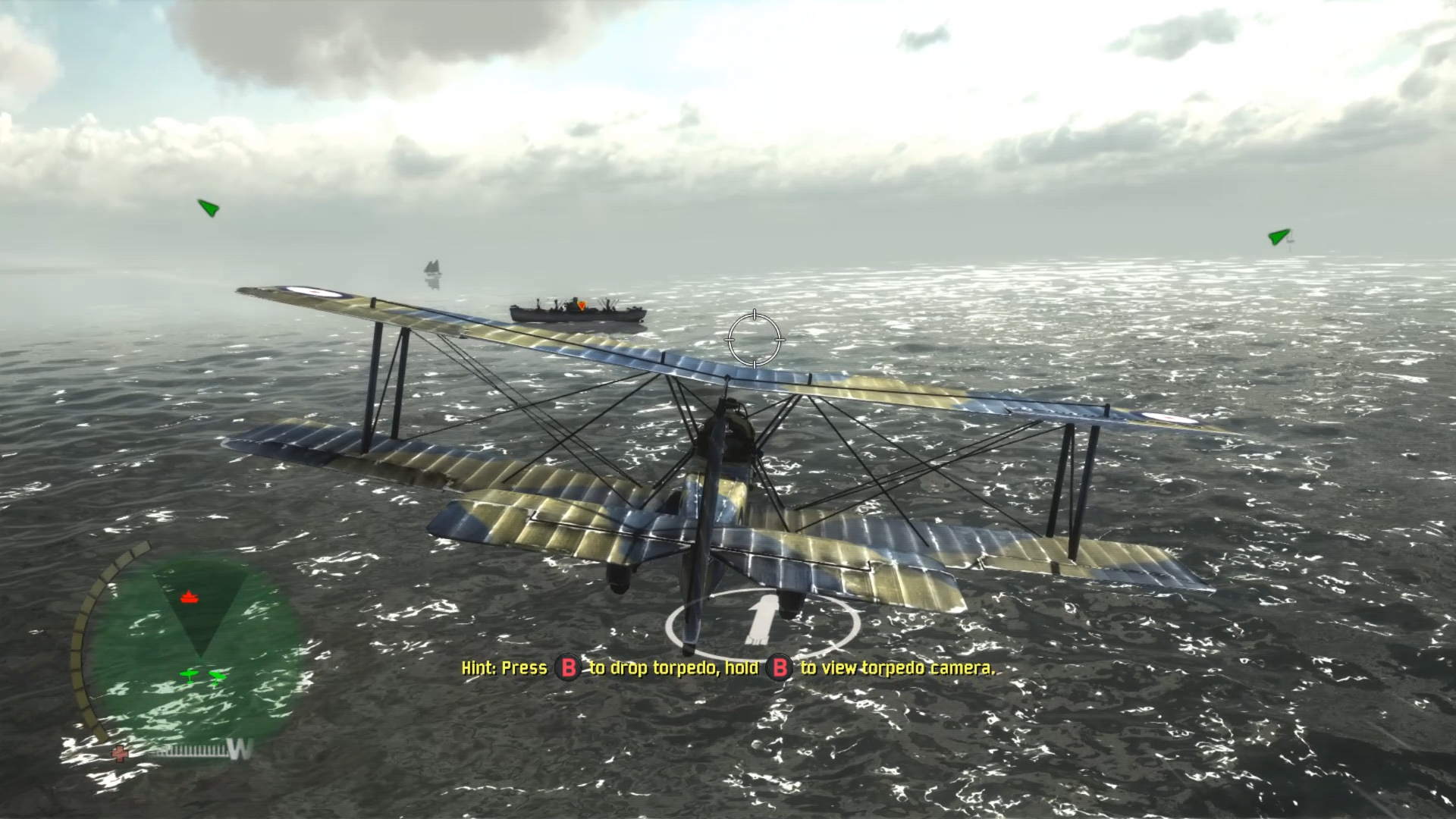
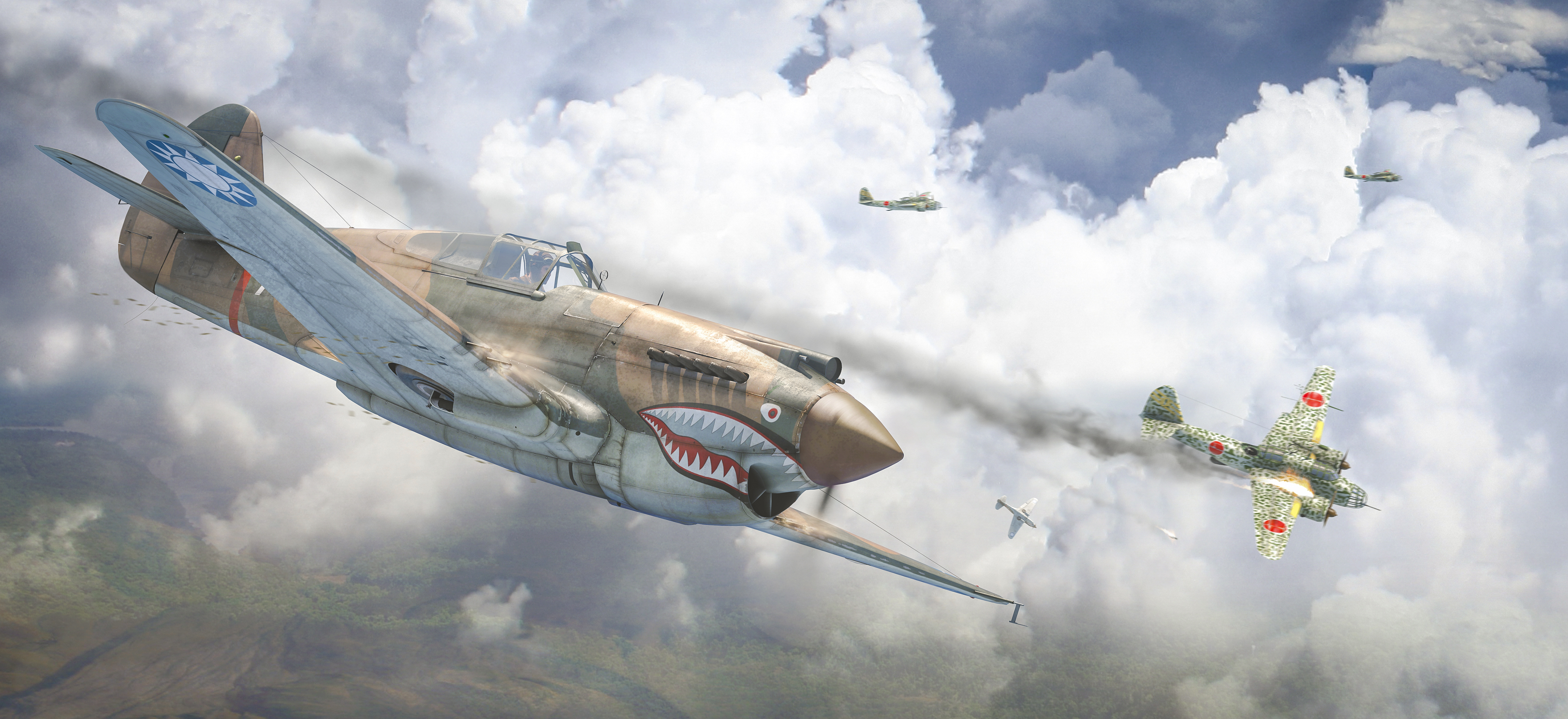